# Клин (штифт)

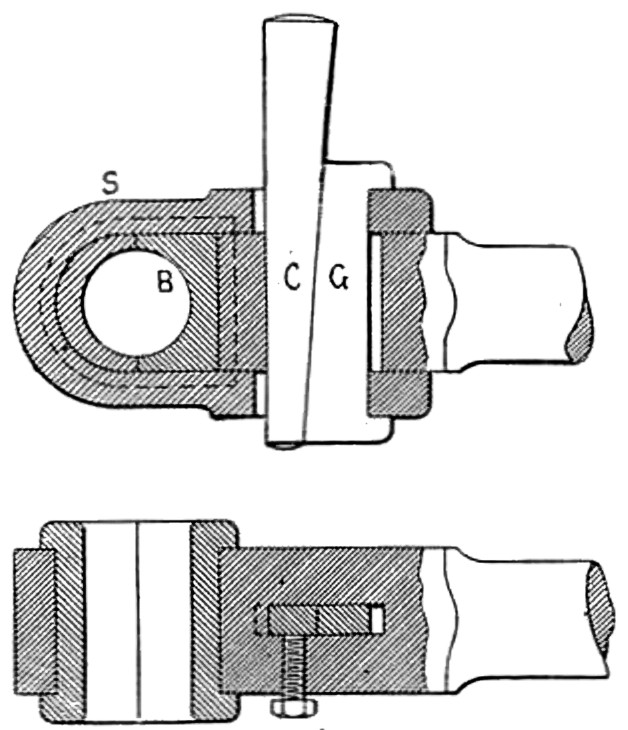
Подшипниковый узел парового двигателя с клином (деталь C) для регулировки зазора во вкладыше B подшипника скольжения (деталь S)

Клин — стержень с наклонной гранью (гранями) с одной или обеих сторон, вставляющийся в отверстие для жёсткой фиксации двух или более деталей.

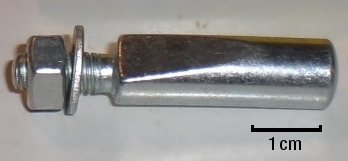
Велосипедный клин, с размером для сравнения

Чаще всего клинья используются для крепления шатунов к валу, совершающему вращательное движение — например, для крепления шатунов системы к каретке велосипеда старого образца, или шатуна поршня к ползуну в паровом двигателе. Угол наклона грани (граней) определяет взаимное положение скрепляемых деталей — так, при использовании одинаковых клиньев в каретке велосипеда оба его шатуна будут находиться под углом в 180 градусов друг к другу.

## Использование в настоящее время
Ранее клинья широко применялись для крепления велосипедных шатунов к валу каретки. Такие клинья на одном из концов имеют участок с резьбой, на которую ставится шайба и накручивается гайка для удержания клина в отверстии. В настоящее время в массовом использовании велосипедные клинья вытеснены другими, более простыми в установке и обслуживании компонентами, такими как посадка «под квадрат» и более сложные формы конца вала (Octalink, Hollowtech и др.)